# Universidade de Deli

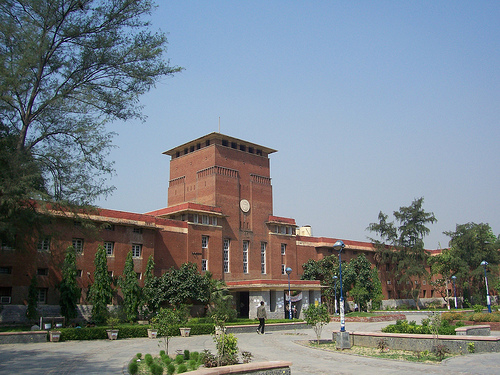
Faculdade de artes da Universidade de Deli.

A Universidade de Deli (University of Delhi, informalmente conhecida como Delhi University, DU) é uma universidade pública localizada em Nova Deli, na Índia. Foi fundada em 1922 por um ato da Assembléia Legislativa Central, a câmara baixa da legislatura colonial da Índia Britânica.
Como universidade colegiada, suas principais funções são divididas entre os departamentos acadêmicos e as faculdades afiliadas. A universidade tem 16 faculdades e 86 departamentos distribuídos pelos campi Norte e Sul, e em sua região de influência. Possui, ao todo, 102 instituições orgânicas constituintes, sendo um dos maiores sistemas universitários do mundo, com mais de 400.000 estudantes em seus campi e faculdades afiliadas.
A DU é membro da Associação das Universidades da Comunidade das Nações, da Associação de Universidades Indianas e da Universitas 21 (U21), esta uma rede global de universidades intensivas em pesquisa.
A DU formou muitos ex-alunos notáveis, incluindo sete chefes de Estado ou de governo e dois laureados com o Nobel.

## História
A Universidade de Deli foi fundada em 1922 por um ato da então Assembléia Legislativa Central da Índia Britânica. A Universidade era originalmente chamada Universidade Príncipe Charles, mas Rai Kedarnath, conselheiro do Comissário Chefe de Deli e fundador do Colégio Ramjas, argumentou que, se a instituição falhasse em seus objetivos, isso representaria um opróbio ao nome do príncipe Carlos Eduardo. Ele sugeriu o nome pelo qual é conhecido hoje. Hari Singh Gour serviu como primeiro Vice-Chanceler da universidade de 1922 a 1926. Apenas quatro faculdades existiam em Deli na época: a Faculdade de Santo Estêvão, fundada em 1881, a Faculdade Hindu, fundada em 1899, o Colégio Zakir Husain de Deli (então conhecida como O Colégio de Deli), fundado em 1692, e o Colégio Ramjas, fundado em 1917, que foram posteriormente filiados à universidade. A universidade inicialmente tinha duas faculdades (artes e ciências) e aproximadamente 750 alunos.
A sede do poder colonial britânico havia sido transferida de Calcutá para Deli em 1911, instalando-se no edifício Rashtrapati Niwas, onde passou a residir o Vice-rei da Índia Britânica. Em outubro de 1933 o complexo arquitetônico de Rashtrapati Niwas foi transferido para a Universidade de Deli, servindo como primeira sede própria da instituição. Desde então, abriga a vice-chancelaria e outras instituições da universidade.
Quando Sir Maurice Gwyer chegou à Índia em 1937 para servir como Chefe de Justiça da Índia Britânica, tornou-se Vice-Chanceler da Universidade de Deli. Durante seu mandato, os cursos de pós-graduação foram introduzidos e os laboratórios foram estabelecidos na universidade. A Gwyer é atribuído o título de real "criador da universidade". Ele serviu como Vice-Chanceler até 1950.
O ano do jubileu de prata da universidade, em 1947, coincidiu com a independência da Índia, e a bandeira nacional foi hasteada no edifício principal pela primeira vez. Naquele ano não houve convocação de cerimônias devido à independência da Índia. Em vez disso, uma cerimônia especial foi realizada em 1948, com a presença do então Primeiro-Ministro da Índia, Jawaharlal Nehru. Vinte e cinco anos depois, as celebrações do jubileu de ouro de 1973 foram assistidas pela então Primeira-Ministra da Índia, Indira Gandhi.

## Organização e administração
O Presidente da Índia é o Ouvidor-Visitante da Universidade, o Vice-presidente da Índia é o Chanceler da Universidade e o Chefe de Justiça da Índia é o Chanceler Pro-Tempore da Universidade. O Tribunal, o Conselho Executivo, o Conselho Académico e a Comissão de Finanças são as autoridades administrativas da universidade.
O Tribunal Universitário é a autoridade suprema da universidade e tem competência para rever os atos do Conselho Executivo e do Conselho Académico. O Conselho Executivo é o órgão executivo máximo da universidade. O Conselho Acadêmico é o órgão acadêmico máximo da universidade e é responsável pela manutenção dos padrões de instrução, educação e exames dentro da universidade. Tem o direito de aconselhar o Conselho Executivo em todos os assuntos académicos. O Comitê de Finanças é responsável por recomendar políticas, metas e orçamentos financeiros.